# Hermann von Schulze-Gävernitz
Hermann Johann Friedrich von Schulze-Gävernitz (født 23. september 1824 i Jena, død 27. oktober 1888 i Heidelberg) var en tysk retslærd. Han var søn af Friedrich Gottlob Schulze og far til Gerhard von Schulze-Gaevernitz.
Schulze blev ekstraordinær professor i Heidelberg 1850 samt ordentlig professor 1857 i Breslau og 1878 i Heidelberg. I 1869 blev han kronsyndikus og medlem af det preussiske herrehus, senere af førstekamret i Baden. Schulze, der blev adlet 1888, hørte til sin tids mest ansete statsretslærere; hans dogmatiske positivisme var forbundet med historisk sans og forståelse af samfundets økonomiske kår. Et af Schulzes betydningsfuldeste arbejder var Das Recht der Erstgeburt in den deutschen Fürstenhäusern und seine Bedeutung für die deutsche Staatsentwickelung (1851), der blandt andet efterfulgtes af Nationalökonomische Bilder aus Englands Volksleben (1853), Die Staatssuccession im Herzogthum Lauenburg (1864), Einleitung in das deutsche Staatsrecht (1865, ny udgave 1867), Die Krisis des deutschen Staatsrechts im Jahre 1866 (1867), Das preussische Staatsrecht auf Grundlage des deutschen Staatsrechts (I—II, 1872 og 1877, 2. oplag 1888—1890 ved Georg Meyer), Lehrbuch des Deutschen Staatsrechts (I 1881, II 1886) og Das Staatsrecht des Königreichs Preussen (1884, Marquardsens Handbuch). Også Schulzes arbejder over den tyske privatfyrsteret var af stor betydning, Hausgesetze der regierenden deutschen Fürstenhäuser (I—III 1862, 1878 og 1882), Das Erb- und Familienrecht der Deutschen Dynastien des Mittelalters (1871) og andre. Af Schulzes øvrige skrifter skal endnu fremhæves Aus der Praxis des Staats- und Privatrechts (1876) og hans biografier af hans fader (1867, ny udgave 1888) og af Robert von Mohl (1886).